# Рытиково
Рытиково (укр. Ритикове) — село, относится к Свердловскому району Луганской области Украины. Под контролем самопровозглашённой Луганской Народной Республики.

## География
Село выходит на левый берег реки Нагольной. Соседние населённые пункты: сёла Берёзовка и Антракоп (ниже по течению Нагольной) на западе, посёлок Иващенко на юго-западе, посёлок Калининский на востоке, село Уткино (выше по течению Нагольной) на северо-востоке, посёлок Шахтёрское и село Матвеевка на севере.

## Население
Население по переписи 2001 года составляло 96 человек.

## Общие сведения
Почтовый индекс — 94841. Телефонный код — 6434. Занимает площадь 9,4 км². Код КОАТУУ — 4424284404.

## Местный совет
94855, Луганская обл., Свердловский сельский совет, с. Матвеевка, ул. Октябрьская, 14а